# Ryuji Tabuchi
Ryuji Tabuchi (Tokushima, 16 februari 1973) is een voormalig Japans voetballer.

## Carrière
Ryuji Tabuchi speelde tussen 1991 en 2003 voor Otsuka Pharmaceutical, Consadole Sapporo en Vissel Kobe.